# Phlox amabilis
Phlox amabilis är en blågullsväxtart som beskrevs av August Brand. Phlox amabilis ingår i släktet floxar, och familjen blågullsväxter. Inga underarter finns listade i Catalogue of Life.